# شرقلیه
شرقلیه (به عربی: الشرقلیة) یک روستا در سوریه است که در استان حمص واقع شده‌است. شرقلیه ۱٬۳۴۷ نفر جمعیت دارد.